# Annika Eriksson (politiker)
Annika Eriksson, född 1978, är en svensk forskare och tidigare politiker från Göteborg. Hon var under en kortare tid en av två partiledare för Junilistan.

## Biografi
Eriksson disputerade 2008 på en avhandling om fysikaliska förlopp i fusionsreaktorer, och har forskat och publicerat sig vetenskapligt inom detta område.
Eriksson var med i Junilistan som sympatisör sedan starten 2004, kandiderade för riksdagen 2006 och var styrelseledamot i flera år. Hon blev i juli 2008 ordförande för Junilistan tillsammans med Sören Wibe, med en uttalad förhoppning att hon som före detta folkpartist skulle garantera den tvärpolitiska profilen och säkerställa att Junilistan med Wibe (med ett förflutet i dåvarande VPK) inte hamnade alltför långt åt vänster. I januari 2009 hoppade hon av sitt uppdrag och lämnade partiet, vilket innebar att Sören Wibe blev Junilistans ende partiledare.